# We Love Disney 3
 (mars 2017).
Si vous disposez d'ouvrages ou d'articles de référence ou si vous connaissez des sites web de qualité traitant du thème abordé ici, merci de compléter l'article en donnant les références utiles à sa vérifiabilité et en les liant à la section « Notes et références ».
Albums de Carla, Natasha St-Pier, Priscilla Betti, Damien Sargue, Lilian Renaud…
We Love Disney 2
(2014)
We Love Disney 3 est le troisième album français appartenant à la franchise du même nom, constitué de reprises de chansons issues des bandes originales des productions Disney. Il fait suite à We Love Disney 2 sorti en 2014. Ce nouvel opus, sorti le 18 novembre 2016, contient 13 chansons interprétées par divers artistes français.

## Liste des pistes
1. L'amour nous guidera (Le Roi Lion 2) par Carla
2. Vers le ciel (Rebelle) par Natasha Saint-Pier
3. Un morceau de sucre (Mary Poppins) par Pauline Croze
4. Je m'en vais (Frère des ours) par Lilian Renaud
5. C'est ça l'amour (Cendrillon) par Luce et Mathieu Boogaerts
6. Je voudrais déjà être roi (Le Roi lion) par David Thibault
7. Jamais je n'avouerai (Hercule) par Laurie Darmon
8. En été (La Reine des neiges) par Damien Sargue
9. Des sauvages (Pocahontas : Une légende indienne) par MB14
10. Où est la vraie vie (Raiponce) par Priscilla Betti
11. Ne dormez pas (Mary Poppins) par Arcadian
12. Soleil brûlant (Rebelle) par Pomme
13. Le Bleu lumière (Vaiana : La Légende du bout du monde) par Cerise Calixte